# 位野木益雄
位野木 益雄（いのき ますお、1911年7月2日 - 2000年2月15日）は、日本の裁判官、弁護士。
専門は、民事。主に行政事件を担当。元福岡高等裁判所長官。

## 来歴・人物
香川県三豊郡観音寺町（現 観音寺市観音寺町）出身。旧制香川県立三豊中学校、 旧制松山高等学校を経て、東京帝国大学法学部法律学科卒業。
1935年（昭和10年）東京帝国大学卒業。司法官試補を経て、1936年（昭和11年）判事任官。1937年（昭和12年）京都地方裁判所判事、大阪地方裁判所判事、1942年（昭和15年）東京民事地方裁判所判事を務める。
東京民事地方裁判所判事時に「労音入場税問題」では、入場税を支払えと全国に先駆けて判決したことで知られている。また、「健康保険受給資格確認傷病手当金に関する裁判所取消し請求事件」では、元勤務していた会社の健康保険は療養を一時中断しても、場合によっては引き続いてその保険証で療養が受けられるという温情ある判決を下したこともある。
1945年（昭和20年）司法省に異動。1951年（昭和26年）10月2日の第11回参議院法務委員会小委員会に於いて、会社更生法案に関する答弁を行った。1952年（昭和27年）法務大臣官房調査課長に就任。第36回司法制度改革審議会に於いて、「裁判所法等の一部を改正する法律案」（裁判官任命諮問審議会に係る部分）の政府委員として補足説明を行った。
1958年（昭和33年）東京高等裁判所判事に任官。1968年（昭和43年）徳島地方裁判所所長、1969年（昭和44年）高松地方裁判所所長、1973年（昭和48年）東京地方裁判所所長を歴任。1975年（昭和50年）福岡高等裁判所長官に就任。1976年（昭和51年）裁判官退官。弁護士登録。
1977年（昭和52年）から1982年（昭和57年）まで、東洋大学教授を務めた。

## 栄典
- 1981年 - 勲二等旭日重光章

## 編著書
- 『会社更生法（昭和27年）（1）』（信山社出版）（1994年）
- 『会社更生法（昭和27年）（2）』（信山社出版）（1995年）
- 『法律・裁判・弁護』（信山社出版）（1998年）